# سوماکوی
سوماکوی شهری در شهرستان سانابا در استان بانوا در بورکینافاسوی غربی است و جمعیت آن ۳۷۰ نفر است.